# Rejectaria antorides
Rejectaria antorides là một loài bướm đêm trong họ Noctuidae.